# Werner Conze
Werner Conze (ur. 31 grudnia 1910 w Amt Neuhaus, zm. 28 kwietnia 1986 w Heidelbergu) – niemiecki historyk, działacz NSDAP, znany z propagowania rasistowskich, pseudonaukowych idei uzasadniających politykę narodowościową narodowego socjalizmu.
Celem jego pseudonaukowych badań było uzasadnienie niemieckiej dominacji nad innymi narodami i prawa Niemców do przejęcia nowych terytoriów.
Po dojściu nazistów do władzy Conze, razem z Theodorem Schiederem i Hansem Rothfelsem pomagał instytucjonalizować rasowe badania grup etnicznych w III Rzeszy Podczas pracy dla niemieckiego wywiadu wojskowego (Abwehra) w roku 1936, Conze przygotował opracowanie, w którym przedstawiał Polskę, jako zacofaną i potrzebującą "niemieckiego porządku", dokument ten rekomendował także usunięcie Żydów z obowiązującego systemu prawnego, Conze uważał ich za istniejących poza prawem W kolejnej pracy z roku 1938 Conze kontynuował swoje koncepcje, twierdząc iż brak przemysłu na Białorusi jest wynikiem "żydowskiej dominacji".
Przez krótki czas był profesorem Reichsuniversität Posen. Po wojnie został profesorem na Uniwersytecie w Getyndze, Westfalskim Uniwersytecie Wilhelma i w końcu na Uniwersytecie w Heidelbergu (gdzie był rektorem od 1969 do 1970).
W 1952 był jednym z członków komisji rządowej dla Ministerstwa ds. Wypędzonych, Uchodźców i Ofiar Wojny (tzw. komisja Schiedera) badającej wysiedlenia Niemców po II wojnie światowej.